# Charalampos Mavrias
Charalampos Mavrias (Grieks: Χαράλαμπος (Χάρης) Μαυρίας; Zakynthos, 21 februari 1994) is een Grieks voetballer die doorgaans speelt als rechtsbuiten. In september 2023 verruilde hij Apollon Limasol voor Panetolikos. Mavrias maakte in 2012 zijn debuut in het Grieks voetbalelftal.

## Clubcarrière
Mavrias werd op twaalfjarige leeftijd opgenomen in de jeugdopleiding van Panathinaikos. Daarvoor speelde hij op 20 juli 2010 voor het eerst in het eerste team, in een oefenwedstrijd tegen VfL Wolfsburg. Mavrias maakte op 20 oktober van dat jaar zijn officiële debuut voor Panathinaikos, in een Champions League-wedstrijd tegen Rubin Kazan. Hij was de op-één-na jongste speler in die competitie, na Celestine Babayaro. Mavrias speelde een week later voor het eerst in de Griekse beker, tegen Kozani. Mavrias tekende op 1 juni 2012 een contract tot en met de zomer van 2016 bij Panathinaikos. Daarvoor scoorde hij op op 31 juli 2012 voor het eerst in Europees verband, tegen Motherwell. Hiermee werd hij de jongste doelpuntenmaker voor Panathinaikos in Europees verband aller tijden. Ook werd hij op 9 december 2012 de jongste speler ooit die scoorde voor de club tegen de aartsrivaal Olympiakos.
Panathinaikos verkocht Mavrias in de zomer van 2013 voor een bedrag van circa drie miljoen euro aan Sunderland, waar hij voor vier jaar tekende. Hij kreeg er in eerste instantie het rugnummer 35 toegewezen. In zijn eerste seizoen speelde hij vier wedstrijden en in de eerste helft van de jaargang 2014/15 kwam hij helemaal niet in actie. Hierop werd hij verhuurd aan zijn oude club Panathinaikos. Een jaar later werd Mavrias opnieuw verhuurd, nu aan Fortuna Düsseldorf. In de zomer van 2016 verkaste de Griek naar Karlsruher SC, waar hij zijn handtekening zette onder een verbintenis voor de duur van drie jaar. Al na een jaar vertrok hij uit Karlsruhe, toen hij voor HNK Rijeka ging spelen. Tussen juli en oktober 2018 zat de Griek zonder club, waarna hij voor twee maanden bij Hibernian tekende. Na twee wedstrijden voor Hibernian verkaste Mavrias naar Omonia Nicosia. In de zomer van 2021 verliep het contract van Mavrias en hierop verkaste hij binnen Cyprus naar Apollon Limasol. Twee seizoenen later keerde hij bij Panetolikos terug in Griekenland.

## Interlandcarrière
Mavrias maakte zijn debuut in het Grieks voetbalelftal op 11 september 2012, toen met 2–0 gewonnen werd van Litouwen door doelpunten van Sotiris Ninis en Konstantinos Mitroglou. Hij mocht van bondscoach Fernando Santos tien minuten voor tijd invallen voor Theofanis Gekas.
| Interlands van Charalampos Mavrias voor Griekenland | Interlands van Charalampos Mavrias voor Griekenland | Interlands van Charalampos Mavrias voor Griekenland | Interlands van Charalampos Mavrias voor Griekenland | Interlands van Charalampos Mavrias voor Griekenland | Interlands van Charalampos Mavrias voor Griekenland | Interlands van Charalampos Mavrias voor Griekenland |
| №                                                   | Datum                                               | Wedstrijd                                           | Uitslag                                             | Competitie                                          | Goals                                               |                                                     |
| Als speler bij Panathinaikos                        | Als speler bij Panathinaikos                        | Als speler bij Panathinaikos                        | Als speler bij Panathinaikos                        | Als speler bij Panathinaikos                        | Als speler bij Panathinaikos                        | Als speler bij Panathinaikos                        |
| --------------------------------------------------- | --------------------------------------------------- | --------------------------------------------------- | --------------------------------------------------- | --------------------------------------------------- | --------------------------------------------------- | --------------------------------------------------- |
| 1                                                   | 11 september 2012                                   | Griekenland – Litouwen                              | 2 – 0                                               | WK 2014 kwalificatie                                |                                                     |                                                     |
| 2                                                   | 6 februari 2013                                     | Griekenland – Zwitserland                           | 0 – 0                                               | Vriendschappelijk                                   |                                                     |                                                     |
| Als speler bij Sunderland                           |                                                     |                                                     |                                                     |                                                     |                                                     |                                                     |
| 3                                                   | 11 oktober 2014                                     | Finland – Griekenland                               | 1 – 1                                               | EK 2016 kwalificatie                                |                                                     |                                                     |
| 4                                                   | 14 november 2014                                    | Griekenland – Faeröer                               | 0 – 1                                               | EK 2016 kwalificatie                                |                                                     |                                                     |
| 5                                                   | 18 november 2014                                    | Griekenland – Servië                                | 0 – 2                                               | Vriendschappelijk                                   |                                                     |                                                     |

Bijgewerkt op 5 juni 2025.

## Erelijst
| Competitie      |                |                |                |                |
| Competitie      | Aantal         | Jaren          |                |                |
| Omonia Nicosia  | Omonia Nicosia | Omonia Nicosia | Omonia Nicosia | Omonia Nicosia |
| --------------- | -------------- | -------------- | -------------- | -------------- |
| A Divizion      | 1              | 2020/21        |                |                |
| Apollon Limasol |                |                |                |                |
| A Divizion      | 1              | 2021/22        |                |                |